# Суйиндык
Суюндык (каз. Сүйіндік руы, Süyïndïk ruwı, ٴسـۇـيـىـنـدـىـك رـۇـﻭـﻰ , [syjɪndɪk rɤwɯ]) — крупный казахский род, входящий в состав племени Среднего джуза Аргын, существующий и по сей день. Родоначальником рода является Суюндык батыр, расселяется род Суйиндык в основном на территории Северного Казахстана. В русских дореволюционных источниках род упоминается по-разному: сююндык, суйиндык, суйиндик, суюндик. У рода Суюндык нет своей танбы, вместо неё используют танбу Аргынов. Уран рода — Төртуыл.

## Происхождение
Суйиндык, согласно шежире, происходят от общего предка аргынов Кодан-тайши.
Как полагают М. К. Жабагин и Ж. М. Сабитов, генетическая близость аргынов к народам Иранского нагорья указывает на значительный общий компонент («субстрат»), который мог быть привнесён в генофонд прото-аргынов миграцией с юго-запада от ираноязычных народов или их потомков. Сходство генофондов аргынов с казахами Алтая и монголами говорит о более позднем генетическом компоненте («суперстрате»), привнесённом в генофонд аргынов миграциями тюркоязычных и монголоязычных народов.
При этом по мнению ряда других авторов, первоначальное ядро аргынов восходило к монгольским племенам. М. Т. Тынышпаев полагал, что аргыны восходят к нирун-монгольскому племени арикан. Ч. Ч. Валиханов включал аргынов в число монгольских народов Джагатайской орды. Согласно другой версии, аргыны являются потомками Аргун-ага, ойратского наместника, служившего в Ильханате Хулагу. Согласно К. Этвуду, аргыны (аргуны) происходят от завоёванных степных народов Монгольского плато, подчинённых монголами и приведённых на запад монгольским завоеванием. По его мнению, аргыны (аргуны) представляли собой онгутский клан.

## Расселение
Известно, что раньше все аргыны, в том числе и род Айдабол, кочевали на западе Сырдарии, близ Ташкента.
В 1730 году аргыны, спасаясь от джунгарского нашествия (каз. Ақтабан шұбырынды, Алқакөл сұлама), начали массовую кочёвку. Род Сүйіндік двинулся на север под предводительством батыра Олжабая из ветви Сүйіндік-Айдабол-Малғозы. Здесь они столкнулись с джунгарами и, в результате трёхлетней борьбы, в 1733 году они вытеснили противника. На освободившихся землях располагались обширные пастбища.
Подроду Айдабол достались горы Баянаул, Ерейментау, Долба.

## Подроды
1. Оразкелді (Каржас),
2. Жолболды (Орманшы),
3. Кұлболды (Айдабол (род), Кулюк, Акбура, Тулпар, Майлытон, Шегир),
4. Жанболды,
5. Мәжік (малай, жәдігер)

## Комментарии
1. ↑  Танба́ (каз. Таңба) — герб (тамга) у казахских племен и родов.
2. ↑  Ура́н (каз. Ұран) — боевой клич у казахских племен и родов.